# Peipehsuchus
Peipehsuchus – rodzaj wymarłego krokodylomorfa z rodziny Teleosauridae. Żył w epoce wczesnej jury (toark). Gatunek typowy, P. teleorhinus, odnaleziono w Chinach, a fragmentaryczne pozostałości również w Kirgistanie, w skałach kelowejskich.
Zwierzę zalicza się do fauny szunozaura, gdzie zalicza się także Sanpasaurus yaoi, Shunosaurus lii, Sinopliosaurus weiyuanensis, Tritylodontia, żółwie, Lepidotus chunkingensis, Lepidotus luchowensis.